# Agència dels Estats de Chhattisgarh
L'agència dels Estats de Chhattisgarh fou una entitat administrativa britànica de l'Índia pel control polític dels estats natius de la part oriental de les Províncies Centrals, sota autoritat del conissionat de Chhattisgarh. La capital era Raipur.

## Principats
1. Bastar
2. Changbhakar
3. Chhuikhadan
4. Jashpur
5. Kalahandi (Karond)
6. Kanker
7. Kawardha
8. Khairagarh
9. Koriya (Korea)
10. Nandgaon
11. Patna
12. Raigarh
13. Sakti
14. Sarangarh
15. Surguja
16. Udaipur (Chhattisgarh)

L'1 d'abril de 1933 es va crear l'agència dels Estats Orientals a la que es van incorporar els estats Tributaris d'Orissa (agència dels Estats d'Orissa) i els de l'agència dels Estats de Chhattisgarh, i l'1 de desembre de 1936 els tres estats de l'agència dels Estats de Bengala.